# آدیپیک اسید دی هیدرازین
آدیپیک اسید دی هیدرازین (به انگلیسی: Adipic acid dihydrazide(ADH)) با فرمول شیمیایی C6H14N4O2 یک ترکیب شیمیایی است؛ که جرم مولی آن ۱۷۴٫۲۰ گرم بر مول می‌باشد. این ماده شیمیایی برای کراس لینک (شبکه ای کردن شیمیایی) کردن امولسیون‌ها بر پایه آب به کار می‌رود. همچنین در بعضی از رزین‌های اپوکسی می‌تواند به عنوان هاردنر (سخت‌کننده) استفاده شود.